# Tim Borowski
Tim Borowski (Nuevo Brandeburgo, Estado de Mecklemburgo-Pomerania Occidental, 2 de mayo de 1980) es un exfutbolista alemán. Jugaba de centrocampista y su primer equipo fue el Werder Bremen.

## Trayectoria
Jugó en las categoría inferiores del Werder Bremen hasta 2001, año en el que pasó a formar parte de la primera plantilla.
Con su equipo ganó una Liga y una Copa de Alemania la temporada 2003-04.
El 13 de enero de 2008, el Werder Bremen dio a conocer en su página web oficial que jugaría a partir de la siguiente temporada con el Bayern Múnich sin ningún costo por su traspaso ya que llegaba con la carta de libertad en la mano. Un día después, la directiva bávara confirmaba la noticia y decía estar feliz por contar con otro internacional entre sus filas.
Regresó a Bremen un año después firmando un contrato por tres temporadas. En septiembre de 2012 anunció su retirada como consecuencia de los problemas físicos que arrastraba.
Continuó en el club tras su retirada y, desde octubre de 2017, es entrenador asistente de Florian Kohfeldt en el primer equipo.

## Selección nacional
Fue internacional con la selección de fútbol de Alemania en 33 ocasiones. Su debut como internacional se produjo en agosto de 2002.

### Participaciones en Copas del Mundo
| Mundial                        | Sede     | Resultado    |
| ------------------------------ | -------- | ------------ |
| Copa Mundial de Fútbol de 2006 | Alemania | Tercer lugar |

### Participaciones en Copas FIFA Confederaciones
| Copa                           | Sede     | Resultado    |
| ------------------------------ | -------- | ------------ |
| Copa FIFA Confederaciones 2005 | Alemania | Tercer lugar |

### Participaciones en Eurocopa
| Torneo        | Sede            | Resultado  |
| ------------- | --------------- | ---------- |
| Eurocopa 2008 | Austria y Suiza | Subcampeón |

## Clubes
| Club             | País     | Año       |
| ---------------- | -------- | --------- |
| Werder Bremen II | Alemania | 1999-2000 |
| Werder Bremen    | Alemania | 2000-2008 |
| Bayern de Múnich | Alemania | 2008-2009 |
| Werder Bremen    | Alemania | 2009-2012 |

## Palmarés

### Campeonatos nacionales
| Título                      | Club          | País     | Año  |
| --------------------------- | ------------- | -------- | ---- |
| 1. Bundesliga               | Werder Bremen | Alemania | 2004 |
| Copa de Alemania            | Werder Bremen | Alemania | 2004 |
| Copa de la Liga de Alemania | Werder Bremen | Alemania | 2006 |

### Distinciones individuales
| Distinción                                | Año               |
| ----------------------------------------- | ----------------- |
| Mejor jugador del mes en la 1. Bundesliga | Mayo de 2004      |
| Mejor jugador del mes en la 1. Bundesliga | Noviembre de 2005 |